# I corsari
I corsari è un'opera in due atti di Alberto Mazzucato, su libretto di Felice Romani. La prima rappresentazione ebbe luogo nell'ambito della stagione di Carnevale e Quaresima del Teatro alla Scala di Milano il 15 febbraio 1840.
Gli interpreti della prima rappresentazione furono:
| Personaggio  | Interprete          |
| ------------ | ------------------- |
| Don Alvaro   | Gaetano Rossi       |
| Serafina     | Teresa Brambilla    |
| Chiara       | E. Beltrami Barozzi |
| Don Fernando | Francesco Regini    |
| Don Ramiro,  | Catone Lonato       |
| Picaro       | Celestino Salvatori |
| Simoncino    | Giuseppe Frezzolini |
| Lisetta      | Rosina Olivieri     |
| Agnese       | Teresa Ruggeri      |
| Spalatro     | Antonio Benciolini  |
| Gennaro      | Napoleone Marconi   |

La direzione era dello stesso Mazzucato.
Lo stesso libretto era stato usato per l'opera Chiara e Serafina ossia Il pirata di Gaetano Donizetti, rappresentata al Teatro alla Scala nel 1822.

## Trama
La scena è nell'isola di Maiorca nel vecchio castello di Belmonte e nel palazzo di Don Fernando.
Avvertimento dal libretto: Don Alvaro, padre di Chiara e di Serafina, era un prode capitano di vascello, che, durante la guerra degli Spagnoli contro gli Algerini, veleggiando con Chiara primogenita sua da Cadice a Majorca, fu da questi sorpreso e tenuto due lustri prigioniero. Gli emuli suoi alla corte, stigati da don Fernando, uomo potentissimo, segretamente nemico di don Alvaro, diedero a questa disgrazia tutta l'apparenza del delitto; di modo che don Alvaro fu condannato come reo di tradimento, e tutore della piccola Serafina fu eletto don Fernando medesimo. Cresciuta essa in età ed in bellezza, confinolla questi in Majorca, e andò macchinando come farla sua, non già per amore ch'essa gli inspirasse, ma per desiderio di possederne il ricchissimo patrimonio. In questo mentre Serafina, innamoratasi di don Ramiro, giovane cavaliere di quell'isola, fu da lui chiesta in isposa a don Fernando, il quale non sapendo come opporsi apertamente a queste nozze, ebbe ricorso all'inganno. Finse che don Alvaro ritornasse segretamente da Algeri, si presentasse al suo castello per veder Serafina, e seco la guidasse a Madrid per gettarsi a' piedi del re, ed impetrarne perdono. Picaro, antico suo servo, uomo intraprendente e facinoroso, capitato per caso in Majorca in compagnia di corsari, coi quali da lungo tempo viveva, secondava il raggiro, fingevasi il padre, e dava Serafina in potere di don Fernando. Ma don Alvaro liberato dalla schiavitù per opera del console di Spagna, fatto certo della sua innocenza, ritornava effettivamente d'Algeri; e spinto da una burrasca approdava nell'isola quel giorno medesimo che Serafina era giuoco dei due scellerati. Come procedesse l'inganno e qual fine sortisse, forma il nodo e lo scioglimento del melodramma.

## Struttura musicale
- Sinfonia

### Atto I
- N. 1 - Introduzione e Cavatina di Chiara L'alba in cielo appar già chiara - Queste romite sponde (Coro, Agnese, Lisetta, Simoncino, Chiara)
- N. 2 - Coro e Cavatina di Picaro Maledetto il temporale - Questa vita errante e oscura
- N. 3 - Coro e Duetto fra Ramiro e Serafina Oh! come il dolce zefiro - Ah! Serafina ho l'anima (Ramiro, Serafina, Coro)
- N. 4 - Duetto fra Picaro e Serafina Per vederti, o mia figliuola
- N. 5 - Finale I Zitti, zitti... entriam bel bello - Mi dicea, la nonna mia (Spalatro, Coro, Simoncino, Agnese, Lisetta, Alvaro, Picaro, Serafina, Ramiro)

### Atto II
- N. 6 - Aria di Ramiro Tolto a lei per cui sereni (Ramiro, Agnese, Coro)
- N. 7 - Coro Capitano! (Spalatro, Gennaro, Coro)
- N. 8 - Duetto fra Simoncino e Chiara Ah! Signora, l'abbiamo fatta
- N. 9 - Aria di Serafina Tu non sai di qual tormento (Serafina, Agnese, Chiara, Lisetta, Simoncino, Coro, Picaro)
- N. 10 - Settimino Chiara... ebben? Questa volta (Simoncino, Chiara, Picaro, Serafina, Lisetta, Agnese, Ramiro)
- N. 11 - Finale II Vittoria!... Vittoria!... - Palpiti alfin il core (Coro, Serafina, Chiara, Simoncino, Lisetta, Ramiro, Alvaro)